# Christina Wilhelmina Ouchterlony
Christina Wilhelmina Ouchterlony född Ekman, född 11 november 1810 i Stockholm, död 31 december 1901 i Adolf Fredriks församling, Stockholm, var en svensk kompositör.

## Biografi
Christina Wilhelmina Ouchterlony föddes 11 november 1810 i Stockholm. Hon var verksam som kompositör. Ouchterlony avled 31 december 1901 i Adolf Fredriks församling, Stockholm.

## Musikverk

### Sång och piano
- Spåqvinnan, utgiven 1861 på fru Ouchterlonys förlag.[5]
- Sånger för en röst och piano, utgiven 1858, Stockholm

1. Östersjön. Sång af H. K. H. Hertigen af Östergötland.
2. Höstsång (text: Johan Ludvig Runeberg)
3. Blomman (text: Johan Ludvig Runeberg)
4. Den hemkommande (text: Johan Ludvig Runeberg)

- Sånger vid pianoforte, utgiven i Stockholm och tryckt hos J. P. Meyer.[6][7]
  - Häfte 1.

1. Fiskaregossen
2. Svanen (text: Johan Ludvig Runeberg)
3. Melancholie
4. Hänryckningen (text: Carl Fredrik Ridderstad)
5. Wallflickan
6. Jeppes frieri

- - Häfte 2.

1. En flickas tysta betraktelse på en bal
2. Wattenliljan (text: Gustaf Henrik Mellin)
3. Den dödas dröm
4. Eden
5. Lindens sång i wårnatten utanför Lauras fönster  (text: Erik Sjöberg)

- Vallflickans klagan, ingår i Det sjungande Sverige 3, utgiven 1875 hos Lundquist.